# Trebbia
Trebbia (udtales Trèbbia; latin: Trebia) er en flod, der primært løber gennem Ligurien og Emilia-Romagna i det nordlige Italien. Den er en af de fire vigtigste højre-breds-bifloder til floden Po; de tre andre er Tanaro, Secchia og Panaro.
I 218 f.Kr. blev et af de store slag under den Anden Puniske Krig udkæmpet langs dens østlige bredder. I forbindelse med Slaget ved Trebbia besejrede Hannibal en romersk hær ledet af Tiberius Longus.
Det 1.150 kvadratkilometer store afvandingsområde er fordelt mellem Emilia-Romagna (770 kvadratkilometer), Ligurien (349 kvadratkilometer og Lombardiet (31 kvadratkilometer. De vigtigste bifloder er strømmene Aveto og Perino (fra højre) og strømmen Boreca (fra venstre).